# メブリュト・エルディンチ
メブリュト・エルディンチ（Mevlüt Erdinç, 1987年2月25日 - ）は、フランス・ジュラ県サン＝クロード出身の元サッカー選手。ポジションはフォワード。
Erdinç姓は、故郷フランスのメディアにおいてはErdingと綴られる。2010年1月に出生地であるサン＝クロードから栄誉勲章を受け取った。

## 経歴

### クラブ

#### ソショー
トルコのヨズガトからフランスへ移住した両親の間に8人兄弟の末っ子として生まれ、FCソショーの下部組織に13歳で入団する。2005-06シーズンに同クラブのトップチームへ昇格を果たし、2005年11月に敵地でのACアジャクシオ戦 (1-0) で初出場を飾ると、試合終了間際に初得点にして決勝点を挙げた。最終的に同シーズンにおいて10試合2得点を記録し、2006年4月には初プロ契約となる3年契約を締結したように最高の形でキャリアを開始したものの、翌2006-07シーズンにドミニク・ビジョタ (en) 監督からアラン・ペラン監督に交代したことで僅か4試合の出場にとどまり、フランスアマチュア選手権  (4部) のBチームが主戦場となっていた。2007年6月にペラン監督の後任としてフレデリック・アンツ監督が交代するも状況は好転せず、2007-08シーズン開幕から4試合目のASモナコ戦後にアンツ監督から他クラブへの期限付き移籍を提案されていた。最終的にソショーを残留を選択することになったが、この決断が報われることになっており、同2007-08シーズン、翌2008-09シーズンと2季連続でチーム最多の11得点を挙げる等、エースストライカーとして活躍した。

#### パリ・サンジェルマン
下位に低迷するソショーで気を吐くエルディンチに対し、リーグ・アン (1部) のFCジロンダン・ボルドーとオリンピック・リヨンのみならず、プレミアリーグ (イングランド1部) のアストン・ヴィラFC、フラムFC、ニューカッスル・ユナイテッドFC、ウィガン・アスレティックFCといった他国のクラブからも関心を寄せられていたと報じられたが、最終的に2009年6月28日に移籍金900万ユーロでパリ・サンジェルマンFCと4年契約で合意し、マテヤ・ケジュマン、リュドヴィク・ジュリ、ギョーム・オアロらと競合することになった。
7月29日、2009-10シーズン開幕前の親善試合でのACFフィオレンティーナ戦 (3-0) において加入後初得点を挙げて印象を残し、開幕後2節目のル・マンFC戦においてリーグ戦初得点を挙げると、ヴァランシエンヌFC戦でも得点を挙げて4試合2得点とする活躍を見せたことで、クラブの公式ウェブサイト上で31%のファンの投票を集めて8月度の月間最優秀選手に選出される好調なスタートを切った。10月下旬の足の負傷によって約4週間の欠場を余儀なくされたにもかかわらず、復帰から12月までの間で11試合6得点と定期的に得点を挙げ、11月度、12月度の2ヶ月連続でファンから月間最優秀選手に選出される等、負傷の影響を感じさせないパフォーマンスを示し、2010年3月の古巣ソショー戦においてはハットトリックを達成した。最終的に2009-10シーズンはチーム最多にしてリーグ3位となる15得点、全公式戦だと19得点を記録する成功に満ちたシーズンとなった。しかし、翌2010-11シーズンは、2年目のジンクスに陥り、また、度々負傷に悩まされたことで精彩を欠き、9得点 (リーグ戦8得点) に終わった。
2011-12シーズンになると、クラブがカタール投資庁に買収されたのを契機にクラブ史上最高記録となる4200万ユーロでハビエル・パストーレを獲得する等、大金を投じて著名な選手を積極的に獲得し、それに伴い自身のクラブでの立場も危ぶまれるようになっており、実際、移籍金850万ポンドでニューカッスル・ユナイテッドとクラブ間合意に達していた。しかし、個人的合意には至らず、その後、スタッド・レンヌとガラタサライSKから関心を寄せられながらも残留することになったエルディンチは、シーズン2試合目となったトゥールーズFC戦で途中出場から3分後に得点を挙げると、さらにジェレミー・メネスの追加点をアシストした。ケヴィン・ガメイロの存在から多くの出場機会は望めなかったものの、9月23日には契約を2013-14シーズン終了までの1年延長させることに成功した。

#### スタッド・レンヌ
9月23日に契約を延長したものの、アントワーヌ・コンブアレ監督からカルロ・アンチェロッティ監督に交代したことで以前よりも状況が悪くなることが予想されたこともあり、2012年1月25日に移籍金800万ユーロでスタッド・レンヌと3年半契約を締結した。レンヌでは、ビクトル・モンターニョ、ユースフ・ハッジ、ジョナサン・ピトロイパ、ジレス・ケンボ・エココ (en) 、ヤシン・ブラヒミ、ラザク・ブカリといった大勢の選手との定位置争いを繰り広げる中、先発で1トップを務めた2月11日の古巣ソショー戦において、サイドのピトロイパのアシストによって初得点を挙げ、途中加入ながら12試合4得点とまずまずの結果を残すと、翌2013-14シーズンは1トップの定位置を掴み、2列目のロマン・アレッサンドリニ (en) 、ジュリアン・フェレ (en) 、ピトロイパと共に攻撃を牽引して得点を量産し、相手チームの脅威となった。

#### サンテティエンヌ
2013年9月1日に移籍金400万ユーロでASサンテティエンヌと合意し、14日のヴァランシエンヌ戦において初出場を飾る。11月24日のOGCニース戦で相手GKリュカ・ヴェロネーズ (en) のバックパスの処理ミスを突いて待望の初得点を挙げたのを皮切りに、30日のスタッド・ランス戦 (4-0) 、古巣レンヌ戦 (1-3) 、クープ・ドゥ・ラ・リーグにおいての別の古巣パリ・サンジェルマン戦 (2-1) 、12月21日のFCナント戦 (2-0) でのペナルティーキックと次の5試合で4得点を記録する活躍を見せた。その後、2014年5月10日にスタッド・ドゥ・ラ・ボージョワールで行われた最終節1つ前のナント戦 (3-1) において、前半の内に複数点を挙げると、17日の最終節ACアジャクシオ戦 (3-1) でも得点を挙げ、チーム最多となる11得点 (公式戦12得点) とし、チームの4位とUEFAヨーロッパリーグ 2014-15出場権獲得に貢献した。
2014-15シーズンは、ブランドンが去り新加入のリッキー・ファン・ウォルフスウィンケルと競合することになったが、2014年8月9日のEAギャンガンとの開幕戦 (2-0) で2得点を挙げる好調なスタート切ると、次のスタッド・ランス戦 (3-1) でロマン・アムマ (en) のクロスによって得点を挙げ、2試合3得点とした。

### 代表
フランスとトルコの二重国籍であるため、フランス代表とトルコ代表の資格を有しており、2005年U-17フランス代表としてUEFA-CAFメリディアンカップで優勝したにもかかわらず、同年5月25日のスイス戦でU-19トルコ代表として初出場及び初得点を記録し、2006年にU-19トルコ代表としてUEFA U-19欧州選手権に出場した。
2008年3月26日にファティ・テリム監督の下でベラルーシ戦でトルコA代表として初出場を飾り、それから約2ヶ月後の5月10日にUEFA EURO 2008のメンバーに抜擢され、先発を務めた初戦のポルトガル戦と途中出場した準決勝のドイツ戦の2試合に出場した。10月11日のボスニア・ヘルツェゴビナ戦で決勝点となる代表初得点を記録。

## 個人成績

### クラブでの成績
2014年10月6日現在
| 所属クラブ           | シーズン         | リーグ           | リーグ | リーグ | カップ | カップ | リーグカップ | リーグカップ | 国際大会 | 国際大会 | 合計 | 合計 |
| 所属クラブ           | シーズン         | 所属リーグ       | 出場   | 得点   | 出場   | 得点   | 出場         | 得点         | 出場     | 得点     | 出場 | 得点 |
| -------------------- | ---------------- | ---------------- | ------ | ------ | ------ | ------ | ------------ | ------------ | -------- | -------- | ---- | ---- |
| FCソショー           | 2005-06          | リーグ・アン     | 10     | 2      | 0      | 0      | 0            | 0            | -        | -        | 10   | 2    |
| FCソショー           | 2006-07          | リーグ・アン     | 4      | 0      | 0      | 0      | 0            | 0            | -        | -        | 10   | 2    |
| FCソショー           | 2007-08          | リーグ・アン     | 29     | 11     | 2      | 0      | 1            | 0            | -        | -        | 32   | 11   |
| FCソショー           | 2008-09          | リーグ・アン     | 36     | 11     | 1      | 0      | 1            | 1            | -        | -        | 38   | 12   |
| FCソショー           | 合計             | 合計             | 79     | 24     | 3      | 0      | 2            | 1            | -        | -        | 84   | 25   |
| パリ・サンジェルマン | 2009-10          | リーグ・アン     | 31     | 15     | 6      | 4      | 0            | 0            | -        | -        | 37   | 19   |
| パリ・サンジェルマン | 2010-11          | リーグ・アン     | 34     | 8      | 6      | 0      | 3            | 0            | 9        | 1        | 52   | 9    |
| パリ・サンジェルマン | 2011-12          | リーグ・アン     | 11     | 1      | 0      | 0      | 1            | 1            | 6        | 0        | 18   | 2    |
| パリ・サンジェルマン | 合計             | 合計             | 76     | 24     | 12     | 4      | 4            | 1            | 15       | 1        | 107  | 30   |
| レンヌ               | 2011-12          | リーグ・アン     | 12     | 4      | 3      | 1      | 1            | 1            | 6        | 0        | 22   | 6    |
| レンヌ               | 2012-13          | リーグ・アン     | 32     | 10     | 4      | 3      | 1            | 0            | -        | -        | 37   | 13   |
| レンヌ               | 2013-14          | リーグ・アン     | 4      | 1      | 0      | 0      | 0            | 0            | -        | -        | 4    | 1    |
| レンヌ               | 合計             | 合計             | 48     | 15     | 7      | 4      | 2            | 1            | 6        | 0        | 63   | 20   |
| サンテティエンヌ     | 2013-14          | リーグ・アン     | 27     | 11     | 1      | 0      | 1            | 1            | -        | -        | 29   | 12   |
| サンテティエンヌ     | 2014-15          | リーグ・アン     | 8      | 3      | 0      | 0      | 0            | 0            | 3        | 0        | 11   | 3    |
| サンテティエンヌ     | キャリア通算成績 | キャリア通算成績 | 238    | 77     | 23     | 8      | 9            | 4            | 24       | 1        | 294  | 90   |

### 代表での成績
出典:
| トルコ代表 | トルコ代表 | トルコ代表 |
| 年         | 出場       | 得点       |
| ---------- | ---------- | ---------- |
| 2008       | 9          | 1          |
| 2009       | 1          | 0          |
| 2010       | 2          | 0          |
| 2012       | 6          | 2          |
| 2013       | 7          | 2          |
| 2014       | 10         | 2          |
| 2015       | 2          | 1          |
| Total      | 37         | 8          |

#### 代表での得点
| 1.                | 2008年10月11日 | イスタンブール   | ボスニア・ヘルツェゴビナ | 2-1 | 2-1 | 2010 FIFAワールドカップ予選 |
| 2.                | 2012年10月16日 | ブダペスト       | ハンガリー               | 0-1 | 3-1 | 2014 FIFAワールドカップ予選 |
| 3.                | 2012年11月14日 | イスタンブール   | デンマーク               | 1-1 | 1-1 | 親善試合                    |
| 4.                | 2013年9月10日  | ブカレスト       | ルーマニア               | 0-2 | 0-2 | 2014 FIFAワールドカップ予選 |
| 5.                | 2013年11月15日 | アダナ           | 北アイルランド           | 1-0 | 1-0 | 親善試合                    |
| 6.                | 2014年3月5日   | アンカラ         | スウェーデン             | 1-0 | 2-1 | 親善試合                    |
| 7.                | 2014年5月30日  | ワシントンD.C.   | ホンジュラス             | 1-0 | 2-0 | 親善試合                    |
| 2014年5月30日時点 |                |                  |                          |     |     |                             |
| 8.                | 2015年3月31日  | ルクセンブルク市 | ルクセンブルク           | 0-1 | 1-2 | 親善試合                    |

## 獲得タイトル
クラブ
FCソショー
- クープ・ドゥ・フランス (1) : 2006-07

パリ・サンジェルマンFC
- クープ・ドゥ・フランス (1) : 2009-10